# Parafia Narodzenia Najświętszej Maryi Panny w Lubinie
Parafia Narodzenia Najświętszej Maryi Panny w Lubinie – rzymskokatolicka parafia znajdująca się w Lubinie, należąca do diecezji legnickiej i Lubin Zachód.